# Carson McCullers
Carson McCullers (Columbus, 1917. február 19. –‎ Nyack, 1967. szeptember 29.) amerikai regényíró, novellaíró, drámaíró, esszéíró és költő. Első regénye, a The Heart Is a Lonely Hunter (1940) a kallódóak és számkivetettek lelki elszigeteltségét tárja fel az Egyesült Államok déli kisvárosaiban. Más regényei hasonló is témájúak, és a legtöbb a mély délen játszódik.
McCullers munkáit gyakran déli gótikaként írják le, és ez jelzi déli gyökereit. A kritikusok írásait és excentrikus karaktereit is egyetemes hatókörűnek minősítik. Történeteit színpadra és filmre adaptálták. A The Member of the Wedding (1946) című regényének színpadi adaptációja, amely egy fiatal lány érzéseit örökíti meg bátyja esküvőjén, 1950–51-ben sikeres volt a Broadway-n.

## Fiatalkora
McCullers Lula Carson Smith néven látta meg a napvilágot a Georgia állambeli Columbusban, 1917-ben Lamar Smith ékszerész és Marguerite Waters gyermekeként. Nevét anyai nagyanyjáról, Lula Carson Watersről kapta. Volt egy öccse, Lamar, Jr. és egy húga, Marguerite. Anyja nagyapja ültetvényes és konföderációs katona volt. Édesapja francia hugenotta származású órás és ékszerész volt. Tíz éves korától zongoraleckéket vett; amikor tizenöt éves volt, apja adott neki egy írógépet, hogy ösztönözze történetek írására.
Smith a Columbus High School-ban érettségizett. 1934 szeptemberében, 17 évesen elhagyta otthonát egy New Yorkba tartó gőzhajón és azt tervezte, hogy a Juilliard School of Musicban zongorázni fog. Miután elvesztette a pénzt a metrón, amelyen a Juilliardban akart tanulni, úgy döntött, inkább dolgozik, éjszakai órákat vesz fel és ír. Számos alkalmi munkát végzett, többek között pincérnőként és kutyasétáltatóként. Miután megbetegedett reumás lázban, visszatért Columbusba, hogy felépüljön, és meggondolta magát a zenetanulást illetően. Visszatérve New Yorkba, alantas munkákban dolgozott, miközben írói karriert folytatott; éjszakai órákra járt a Columbia Egyetemen, kreatív írást tanult Dorothy Scarborough texasi írónőnél és Sylvia Chatfield Batesnél a New York-i Egyetem Washington Square College-jában. 1936-ban jelentette meg első művét. A Wunderkind egy önéletrajzi alkotás, amelyet Bates csodált, és egy zenei csodagyerek serdülőkori bizonytalanságát és veszteségeit ábrázolta. Először a Story magazinban jelent meg, és a The Ballad of the Sad Cafe című kötetben gyűjtötték össze.
1935 és 1937 között, tanulmányai és egészségi állapota szerint, idejét Columbus és New York között osztotta meg. 1937 szeptemberében, 20 évesen feleségül ment egy volt katonához és feltörekvő íróhoz, Reeves McCullershoz. Egy New Yorker-profil úgy írta le férjét, mint "…a nagy, tehetséges nőkhöz vonzódó álmodozó." Házas életüket Charlotte-ban, Észak-Karolinában kezdték, ahol Reeves munkát talált. A pár egyezséget kötött, hogy felváltva váltsák egymást íróként, majd családfenntartóként, kezdve azzal, hogy Reeves fizetett állást vállalt, miközben McCullers írt. Későbbi írói sikere kizárta férje irodalmi ambícióit.

## Pályafutása
Maxim Lieber volt McCullers irodalmi ügynöke 1938-ban, majd megszakításokkal azután is. 1940-ben, 23 évesen, a déli gótikus vagy esetleg a déli realista hagyományok szerint író McCullers befejezte első regényét, a The Heart Is a Lonely Hunter (Magányos vadász a szív) címmel. (A címet a szerkesztője javasolta, és Fiona MacLeod „A magányos vadász” (The Lonely Hunter) című verséből vette át.) Akkoriban úgy gondolták, hogy a regény antifasiszta üzenetet sugall.
A The Heart is a Lonely Hunter 1939-es befejezése után McCullers és férje az észak-karolinai Fayetteville-be költöztek, ahol két hónap leforgása alatt befejezte a Reflections in a Golden Eye (akkor még Army Post) című könyvet. 1940 augusztusában ötszáz dollárért eladta a könyvet a Harper's Bazaarnak, egy amerikai havi női divatmagazinnak. Két részben jelent meg a folyóiratban októberben és novemberben.

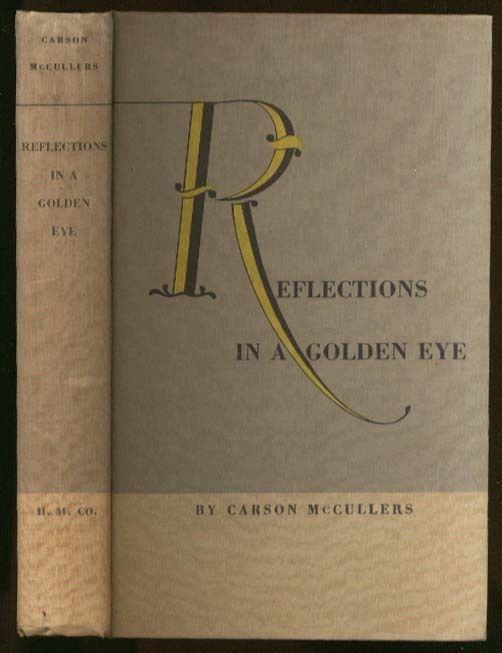
Carson McCullers: Reflections in a Golden Eye, könyvborító, 1941

Isak Dinesen, Dosztojevszkij, Csehov és Tolsztoj hatására nyolc könyvet adott ki; a legismertebbek a The Heart is a Lonely Hunter (1940), a Reflections in a Golden Eye (1941) és a The Member of the Wedding (1946). A The Ballad of the Sad Café (1951) című novella a magányt és a viszonzatlan szerelem fájdalmát ábrázolja; írásának idején McCullers Yaddóban, a New York állambeli Saratoga Springsben található művésztelepen lakott.
A The Member of the Wedding című könyvében McCullers egy fiatal lány érzéseit írja le a testvére esküvőjén. A regény Broadway színpadi adaptációja 1950–51-ben sikeresen befutott, a londoni Young Vic készítette 2007 szeptemberében. Az eredeti alkotás elnyerte az évad legjobb darabjának járó New York Drama Critics'Circle-díjat.
Sokan nagyrészt filmadaptációk alapján ismerik műveit. A The Heart Is a Lonely Hunter című filmet 1968-ban forgatták, Alan Arkinnel a főszerepben. A Reflections in a Golden Eye című filmet John Huston (1967) rendezte, Marlon Brando és Elizabeth Taylor főszereplésével. Huston az An Open Book (1980) című önéletrajzában ezt mondta:
     Carson McCullersszel először a háború alatt találkoztam, amikor meglátogattam Paulette Goddardot és Burgess Meredith-t New York északi részén. Carson a közelben lakott és egy nap, amikor Buzz és én sétálni mentünk, ránkszólt az ajtóból. Akkor a húszas évei elején járt, és már átesett egy sorozat első agyvérzésén. Úgy emlékszem rá, mint egy törékeny valakire, nagyszerűen csillogó szemekkel, és remegett a keze, ahogy az enyémbe tette. Nem bénulás volt, inkább állati félénkség. De semmi félénk vagy törékeny abban nem volt, ahogy Carson McCullers szembeszállt az élettel. És ahogy a szenvedései szaporodtak, csak erősödött.
Richard Wright, a Black Boy szerzője 22 évesen ismertette első, 1940-ben megjelent regényét, és elmondta, hogy ő az első fehér író, aki teljesen emberi fekete karaktereket alkotott. „Hugo: Secrets of The Inner Landscape” című recenziójában kijelentette:
     Számomra a The Heart is a Lonely Hunter leglenyűgözőbb aspektusa az a megdöbbentő emberség, amely lehetővé teszi a fehér író számára, a déli fikcióban először, hogy olyan könnyedén és igazságosan kezelje a néger karaktereket, mint a saját fajához tartozókat. Ez sem stilisztikailag, sem politikailag nem magyarázható; úgy tűnik, hogy az élethez való hozzáállásból fakad, amely lehetővé teszi Miss McCullers számára, hogy felülemelkedjen környezete nyomásán, és egy mozdulattal aggodalommal és gyengédséggel ölelje át a fehér és fekete emberiséget.

## Későbbi élete
Carson és Reeves McCullers 1941-ben elváltak. Miután elvált Reevestől, New Yorkba költözött George Davishez, a Harper's Bazaar szerkesztőjéhez. Tagja lett a February House-nak, egy brooklyni művészeti kommunának. Barátai között volt W. H. Auden, Benjamin Britten, Gypsy Rose Lee és az írópáros, Paul Bowles és Jane Bowles. A második világháború után McCullers többnyire Párizsban élt. Közeli barátai ezekben az években Truman Capote és Tennessee Williams voltak. A szakítás ezen időszaka alatt Reeves szerelmi kapcsolatot ápolt David Diamond zeneszerzővel és együtt éltek a New York állambeli Rochesterben.
McCullers számos nőbe szeretett bele és nagy elszántsággal szexuálisan üldözte őket, de úgy tűnik, nem sikerült kölcsönös vonzódást találnia. Leginkább dokumentált és kiterjedt szerelmi rögeszméje Annemarie Schwarzenbach volt, akiről egyszer azt írta: „Volt egy arca, amelyről tudtam, hogy életem hátralévő részében kísérteni fog.” Önéletrajzában McCullers beszámol arról, hogy ketten megcsókolták egymást. McCullers szenvedélye azonban nem kapott viszonzást, mindketten barátok maradtak McCullers-szel, és neki dedikálta következő regényét, a Reflections in a Golden Eye-t. Sarah Schulman ezt írja:
```
   Ott van a hírhedt megszállottság 
Katherine Anne Porterrel
 és egy sokat sejtető, folyamatos „barátság” 
Gypsy Rose Lee
-vel. De ha Carson valaha is szexelt egy nővel, még 
Tennessee
 sem hallott róla. McCullers zseniális életrajzírója, 
Virginia Spencer Carr
(wd)
[
30
]
 szerint Carson eldicsekedett unokafivérének, hogy egyszer szexelt cigánnyal. De ha ez így volt, soha nem említette ezt egyik 
meleg
 barátjának sem. A viszonzott 
leszbikus
 szerelem és a leszbikus szex tökéletesítésére való képtelenség hiányában McCullers még mindig leszbikus személyiséget viselt az irodalomban és az életben. Egyértelműen ellentmond a heteroszexuális konvencióknak, férfiruhát viselt, felháborítóan agresszív volt, amikor egy másik nővel folyton kudarcot vallott a szex és a szerelem után és elsődleges barátságot kötött más melegekkel.
```

1945-ben Carson és Reeves McCullers újraházasodtak. Három évvel később, miközben súlyos depresszióban volt, öngyilkosságot kísérelt meg. 1953-ban Reeves megpróbálta rávenni, hogy vele együtt kövessen el öngyilkosságot, de a lány elmenekült,és Reeves a párizsi szállodájukban lett öngyilkos egy altató túladagolása miatt. Keserédes darabja, a The Square Root of Wonderful (1957) ezekből a traumatikus élményekből merített. Carson apjának lehetséges öngyilkossága előrevetíthette, ha nem befolyásolta ezeket az eseményeket. Az 1950-es években McCullers különféle okok miatt terápián vett részt, és megbeszélte a leszbikus lét lehetőségét terapeutájával, Dr. Mary A. Mercerrel.
Ezt a szakítást a szívinfarktus okozta hirtelen halálának jelentett történetétől először Virginia Spencer Carr tette közzé 2003-ban frissített életrajzának, a The Lonely Hunter-nek az előszavában. A javaslatot tovább vizsgálták az „A Member of the Family”, Daniel Bellware cikke Lamar Smithről a Muscogiana 2017. őszi számában, amelyet a Columbus State University adott ki.
Élete utolsó hónapjaiban diktálta befejezetlen önéletrajzát, az Illumination and Night Glare-t (1999). 1945 és 1967 között a New York állambeli South Nyackban található otthona 2006-ban szerepelt a Nemzeti Történelmi Helyek nyilvántartásában.

## Halála
Élete során számos betegségtől és alkoholizmustól szenvedett. 15 évesen reumás lázba esett, ami reumás szívbetegséghez vezetett. Az elszenvedett szívkárosodás következtében McCullers agyvérzésben szenvedett, amely fiatalkorában kezdődött. Élete utolsó húsz évét a New York állambeli Nyackban élte le, ahol 1967. szeptember 29-én, 50 éves korában agyvérzés után elhunyt. Az Oak Hill temetőben van eltemetve.

## Kritika
McCullers stílusát gyakran déli gótikusnak nevezik, mivel munkáinak többsége az Egyesült Államok déli részén játszódik, és különc karaktereket tartalmaz, akik a magánytól szenvednek, és mély empátia pillanataival tarkítják. Az ír kritikussal és íróval, Terence de Vere White-tal folytatott beszélgetés során McCullers azt mondta: „Számomra az írás Isten keresése”. Más kritikusok különféleképpen találtak tragikomikus vagy politikai elemeket írásában.
A munkájáról szóló kommentárok legújabb tudományos gyűjteménye a Carson McCullers in the Twenty-First Century (2016), amelyet Graham-Bertolini és Kayser szerkesztett.

## Öröksége
McCullers gyermekkori otthona a georgiai Columbusban jelenleg a Columbus State University tulajdonában van, és az egyetem Carson McCullers Írók és Zenészek Központjának központi helye (Carson McCullers Center for Writers and Musicians). A központ célja McCullerék örökségének megőrzése; amerikai írók és zenészek nevelésére; a fiatalok oktatására; valamint Columbus, Georgia állam és az amerikai déli országok irodalmi és zenei életének előmozdítása. Ennek érdekében a központ múzeumot üzemeltet Smith–McCullerék otthonában, kiterjedt oktatási és kulturális programokat mutat be a közösség számára, folyamatosan bővülő archívumot tart fenn McCullerék életével és munkásságával kapcsolatos anyagokból, valamint és ösztöndíjakat ajánl íróknak és zeneszerzőknek, akik bizonyos ideig a columbusi Smith-McCullers otthonban élnek.
Míg a központ a Smith–McCullers-házban működik, az író gyermekkori otthona és múzeuma nyitva áll a nagyközönség számára.
A georgiai Columbusban található Rainey-McCullers Művészeti Iskola McCullers és másik kolumbusi születésű Ma Rainey tiszteletére kapta a nevét.
Charles Bukowski verset írt Carson McCullersről.
Hatással volt Edward Albee-re, aki a The Ballad of the Sad Cafe című novelláját színdarabra adaptálta.
2020-ban Jenn Shapland amerikai író kiadta Carson McCullers önéletrajzát, amely beszámol arról, hogy Shapland felfedezte McCullers Annemarie Schwarzenbach svájci írónak írt leveleit. Shapland könyve azt állítja, hogy McCullers furcsa vagy zárkózott volt. Más kritikusok megjegyezték, hogy "McCullers a nők iránti szeretetét álcázta szépirodalmában, [és] a meleg és leszbikus témák vitathatatlanul jelen vannak munkáiban."

## Művei

### Regények
- The Heart Is a Lonely Hunter. Boston: Houghton Mifflin Co. (1940)
- Reflections in a Golden Eye. Boston: Houghton Mifflin Co. (1941)
- The Member of the Wedding. Boston: Houghton Mifflin Co. (1946)
- Clock Without Hands. Boston: Houghton Mifflin Co. (1961)

### Egyéb munkák
- The Ballad of the Sad Café: The Novels and Stories of Carson McCullers. Boston: Houghton Mifflin Co. (1951) A gyűjtemény a következőket tartalmazza:
  - azonos című novella, amiből később Merchant Ivory film is készült
  - hat novella:
    - "Wunderkind" (Story magazine, 1936)
    - "The Jockey" (The New Yorker, 1941)
    - "Madame Zilensky and the King of Finland" (The New Yorker, 1941)
    - "The Sojourner" (Mademoiselle magazine, 1950)
    - "A Domestic Dilemma" (New York Post magazin rovata, September 16, 1951)
    - "A Tree, a Rock, a Cloud" (Harper's Bazaar, 1942)
- The Member of the Wedding. New York: New Directions (1951) Egy 1950-es színdarab az 1946-os regényből
- The Square Root of Wonderful, A Play in Three Acts ( színdarab három felvonásban). New York: French (1958)
- Sweet as a Pickle and Clean as a Pig. Boston: Houghton Mifflin Co. (1964) Rolf Gérard által illusztrált versgyűjtemény.
- The Mortgaged Heart (1972), posztumusz írásgyűjtemény, amit nővére, Rita szerkesztett.
- Illumination and Night Glare (1999), Befejezetlen önéletrajza, amely több mint 30 évvel halála után jelent meg.
- "Sucker", egy novella

### Gyűjtemények
- Dews, Carlos L.(wd)[44], ed. (2001). Complete Novels. New York: Library of America. ISBN 978-1-931082-03-7.
- Dews, Carlos L., ed. (2017). Történetek, színdarabok és egyéb írások.. New York: Library of America. ISBN 978-1-59853-511-2.
- Graham-Bertolini and Casey Kayser, ed. (2016). Carson McCullers in the Twenty-first Century. New York: Palgrave Macmillan. ISBN 978-3319820705.

### Magyarul megjelent
- Magányos vadász a szív (The Heart Is a Lonely Hunter) – Európa, Budapest, 1962 · Fordította: Déry Tibor
- A Szomorú Kávéház balladája (Amerikai kisregények; Henry James, Edith Wharton, F. Scott Fitzgerald, William Faulkner, Carson McCullers, William Styron, John Updike) – Európa, Budapest, 1968 · Fordította: B. Nagy László, Dely István, Göncz Árpád, Katona Tamás, Máthé Elek, Szász Imre · Szerkesztette: Valkay Sarolta
- Csalhatatlan vér (Amerikai kisregények) – Európa, Budapest, 1969 · Szerk: Osztovits Levente · (Katherine Anne Porter: Bor, délben; Eudora Welty: A Ponder-szív; Carson McCullers: Egy aranyszem tükrében;  Norman Mailer: Aki jógát tanulmányozott; Flannery O'Connor: Csalhatatlan vér; Truman Capote: A fűhárfa; John Updike: A farm)
- Óra mutató nélkül (Clock Without Hands) – Szépirodalmi, Budapest, 1972 · Fordította: Osztovits Levente
- Egy aranyszem tükrében (Reflections in a Golden Eye) – Európa, Budapest, 1973 · Fordította: Borbás Mária, Katona Tamás, Kemény Dezső, Lászlóffy Kata, Szász Imre
- A Szomorú Kávéház balladája / The Ballad of the Sad Café  (kétnyelvű) – Európa, Budapest, 1978 · ISBN 9630711672 · Fordította: Szász Imre
- Magányos vadász a szív (The Heart Is a Lonely Hunter) – Európa, Budapest, 2010 · ISBN 9789630789455 · Fordította: Czine Erzsébet
- Az esküvői vendég (The Member of the Wedding) – Európa, Budapest, 2011 · ISBN 9789630792530 · Fordította: Osztovits Levente
- Egy aranyszem tükrében (Reflections in a Golden Eye) – Európa, Budapest, 2011 · ISBN 9789630791618 · Fordította: Gy. Horváth László
- Óra mutató nélkül (Clock Without Hands) – Európa, Budapest, 2012 · ISBN 9789630793476 · Fordította: Osztovits Levente

### Filmre adaptálva
- Reflections in a Golden Eye (1967) – Tükörkép egy aranyos szempárban
- The Heart Is a Lonely Hunter (1968) – Magányos vadász a szív (film)

## Fordítás
- Ez a szócikk részben vagy egészben  a   Carson McCullers című angol Wikipédia-szócikk fordításán alapul.  Az eredeti cikk szerkesztőit annak laptörténete sorolja fel. Ez a jelzés csupán a megfogalmazás eredetét és a szerzői jogokat jelzi, nem szolgál a cikkben szereplő információk forrásmegjelöléseként.